# Giorgione Calcio 1985-1986
Questa voce raccoglie le informazioni riguardanti  il Giorgione Calcio nelle competizioni ufficiali della stagione 1985-1986.

## Rosa
| N. |                   | Ruolo | Calciatore         |
| -- | ----------------- | ----- | ------------------ |
|    | Italia (bandiera) | P     | Vittorio Baccari   |
|    | Italia (bandiera) | C     | Alfredo Bernardini |
|    | Italia (bandiera) | A     | Luca Ceccato       |
|    | Italia (bandiera) | D     | Stefano Corò       |
|    | Italia (bandiera) |       | Ferroni            |
|    | Italia (bandiera) | D     | Diego Finotto      |
|    | Italia (bandiera) | C     | Franco Finozzi     |
|    | Italia (bandiera) | C     | Mirko Franchin     |
|    | Italia (bandiera) | D     | Massimiliano Gatti |
|    | Italia (bandiera) | P     | Piero Gennari      |

| N. |                   | Ruolo | Calciatore         |
| -- | ----------------- | ----- | ------------------ |
|    | Italia (bandiera) | C     | Roberto Manera     |
|    | Italia (bandiera) | A     | Stefano Marcon     |
|    | Italia (bandiera) | A     | Vincenzo Novello   |
|    | Italia (bandiera) | D     | Alberto Pisani     |
|    | Italia (bandiera) | C     | Luigi Rigoni       |
|    | Italia (bandiera) | C     | Adriano Semenzano  |
|    | Italia (bandiera) | A     | Maurizio Trombetta |
|    | Italia (bandiera) | D     | Maurizio Tubaldo   |
|    | Italia (bandiera) | C     | Roberto Venturato  |